# Mortal Way of Live
Mortal Way of Live prvi je koncertni albumi njemačkog thrash metal sastava Sodom objavljen 1. listopada 1988. godine.

## Popis pjesama
1. "Persecution Mania" - 4:45
2. "Outbreak of Evil" - 3:46
3. "Conqueror" - 3:00
4. "Iron Fist (Motörhead cover)" - 2:56
5. "Obsessed by Cruelty" - 8:54
6. "Nuclear Winter" - 5:54
7. "Electrocution" - 3:06
8. "Blasphemer" - 6:00
9. "Enchanted Land" - 4:15
10. "Sodomy & Lust" - 5:02
11. "Christ Passion" - 6:24
12. "Bombenhagel" - 6:40
13. "My Atonement" - 5:57
14. "Conjuration" - 5:26

## Zasluge
- Tom Angelripper - vokali, bas-gitara
- Frank Blackfire - gitara
- Christian Dudek - bubnjevi